# Libaros
Libaros är en kommun i departementet Hautes-Pyrénées i regionen Occitanien i sydvästra Frankrike. Kommunen ligger i kantonen Galan som tillhör arrondissementet Tarbes. År 2022 hade Libaros 136 invånare.

## Befolkningsutveckling
Antalet invånare i kommunen Libaros
| Referens: INSEE |